# Bulbophyllum binnendijkii
Bulbophyllum binnendijkii là một loài phong lan thuộc chi Bulbophyllum.

## Hình ảnh

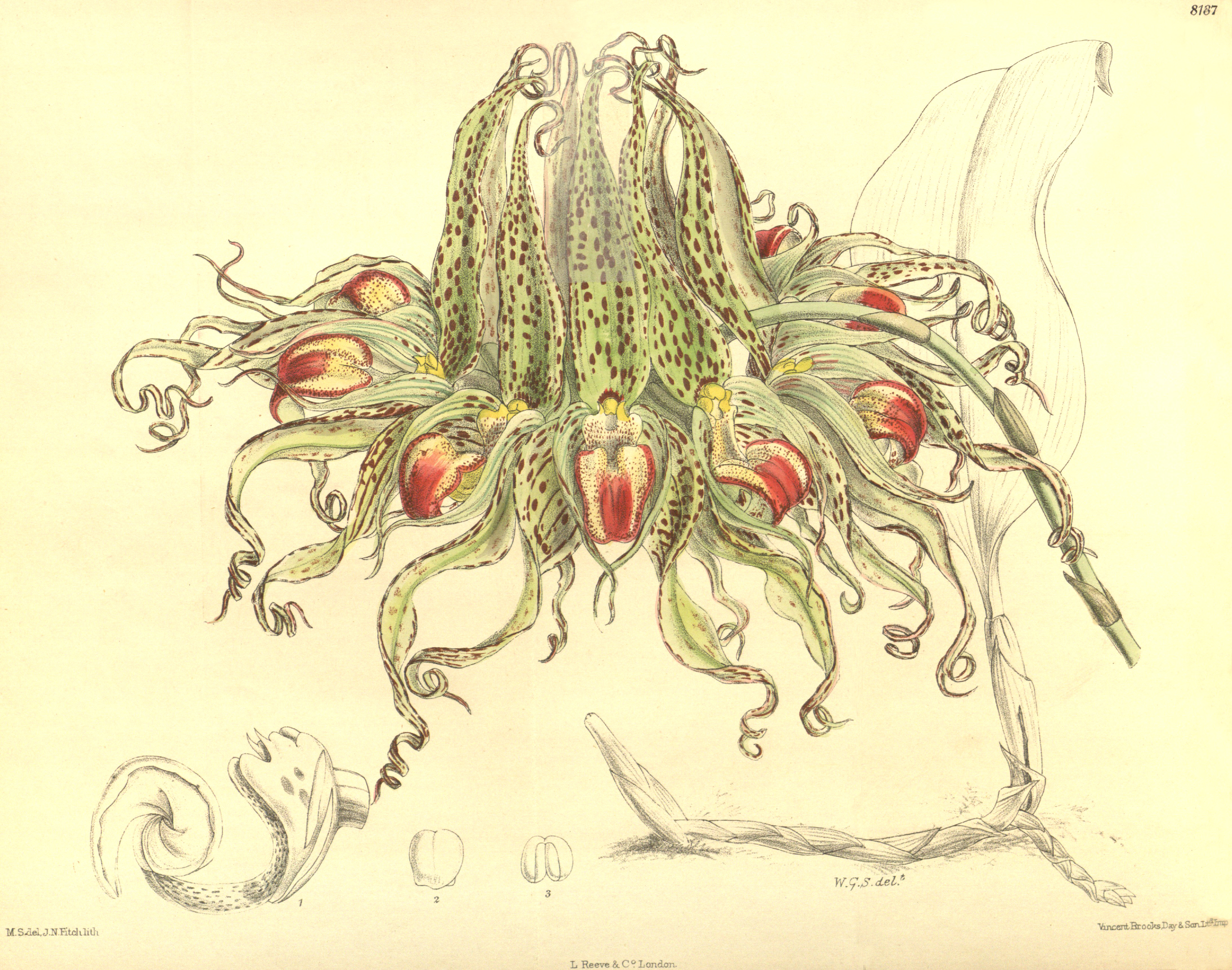